# Walcot Air Line
Pour les articles homonymes, voir Walcot.
Walcot Air Line est une petite compagnie aérienne britannique aujourd'hui disparue.

## Histoire
La Walcot Air Line est une petite compagnie d'avions taxis, de l'entre-deux-guerres, créée par le lieutenant colonel George Lockhart Piercy (G.L.P.) Henderson, MC, AFC, pilote de la Royal Flying Corps lors de la Première Guerre mondiale.
Cette compagnie est basée à l'aéroport de Croydon, au sud de Londres.
Elle assure des vols, à la fin des années 1920 et au début des années 1930, de Croydon vers Le Touquet-Paris-Plage,,.

## Détails de la flotte
La compagnie possède deux Junkers F 13, importés d'Allemagne, et immatriculés G-AAGU et G-AAZK.

## Accident
Le 21 juillet 1930, les passagers du G-AAZK, piloté par Henderson, après être arrivés le 20 juillet à Berck, pour un séjour au Touquet-Paris-Plage, quittent Berck en direction de Croydon, et ils sont victimes d'un crash, à Meopham dans le comté du Kent, le pilote et le copilote ainsi que les quatre passagers, le marquis de Duffering and Ava, la vicomtesse Ednam, Sir Edward Ward et Mrs Enrik Loeffler, sont tués.